# Formules trigonométriques en kπ/9
Cet article présente des formules trigonométriques faisant intervenir des angles multiples de π/9.

## Valeurs approchées
Le nombre {\displaystyle \cos {\frac {\pi }{9}}=\cos 20^{\circ }=\sin {\frac {7\pi }{18}}=\sin 70^{\circ }} a pour développement décimal : {\displaystyle 0{,}9396926207...} , suite A019879 de l'OEIS.
Le nombre {\displaystyle \sin {\frac {\pi }{9}}=\sin 20^{\circ }=\cos {\frac {7\pi }{18}}=\cos 70^{\circ }} a pour développement décimal : {\displaystyle 0{,}342020143...} , suite A019829 de l'OEIS.

## Constructibilité
Le nombre {\displaystyle \cos {\frac {\pi }{9}}} n'est pas constructible (on peut déduire ce cas particulier du théorème de Gauss-Wantzel, en utilisant le théorème de Wantzel et l'équation de degré 3 ci-dessous), ce qui revient à dire qu'il n'existe pas de construction à la règle et au compas de l'ennéagone régulier.

## Expression par radicaux
Le nombre {\displaystyle \cos {\frac {\pi }{9}}} est exprimable par radicaux complexes : {\displaystyle \cos {\frac {\pi }{9}}={\frac {1}{2}}\left({\sqrt[{3}]{{\rm {e}}^{{\rm {i}}\pi /3}}}+{\sqrt[{3}]{{\rm {e}}^{-{\rm {i}}\pi /3}}}\right)={\frac {1}{2{\sqrt[{3}]{2}}}}\left({\sqrt[{3}]{1+{\rm {i}}{\sqrt {3}}}}+{\sqrt[{3}]{1-{\rm {i}}{\sqrt {3}}}}\right)}
mais n'est pas exprimable par radicaux réels. C'est le casus irreducibilis.

## Polynômes minimaux
- L'équation {\displaystyle x^{3}-3x-1=0} a pour solutions :
{\displaystyle 2\cos {\frac {\pi }{9}},\quad -2\cos {\frac {2\pi }{9}},\quad -2\cos {\frac {4\pi }{9}}} ,
ce qui montre que {\displaystyle \cos {\frac {\pi }{9}}} est la moitié d'un entier algébrique.

- L'équation {\displaystyle x^{3}-9x+9=0} a pour solutions :

{\displaystyle 2{\sqrt {3}}\sin {\frac {\pi }{9}},2{\sqrt {3}}\sin {\frac {2\pi }{9}},-2{\sqrt {3}}\sin {\frac {4\pi }{9}}} ,  ce qui montre que {\displaystyle \sin {\frac {\pi }{9}}} est le quotient d'un entier algébrique par {\displaystyle 2{\sqrt {3}}}.
Démonstration succincte
En utilisant les polynômes de Tchebychev et en factorisant on obtient {\displaystyle \sin 9t=x(4x^{2}-3)(64x^{6}-96x^{4}+36x^{2}-3)} où {\displaystyle x=\sin t}.  En changeant {\displaystyle x} en {\displaystyle x/(2{\sqrt {3}})} dans {\displaystyle 64x^{6}-96x^{4}+36x^{2}-3}, on obtient {\displaystyle (x^{6}-18x^{4}+81x^{2}-81)/27},
et {\displaystyle x^{6}-18x^{4}+81x^{2}-81} se factorise bien en {\displaystyle (x^{3}-9x-9)(x^{3}-9x+9)}.
- L'équation {\displaystyle x^{3}-9x^{2}-9x+9=0} a pour solutions :

{\displaystyle {\sqrt {3}}\tan {\frac {\pi }{9}},-{\sqrt {3}}\tan {\frac {2\pi }{9}},{\sqrt {3}}\tan {\frac {4\pi }{9}}} ,  ce qui montre que {\displaystyle \tan {\frac {\pi }{9}}} est le quotient d'un entier algébrique par {\displaystyle {\sqrt {3}}} .

## Formules homogènes
On en déduit les fonctions symétriques élémentaires associées aux  solutions des équations précédentes :
- {\displaystyle {\begin{cases}\cos {\frac {\pi }{9}}-\cos {\frac {2\pi }{9}}-\cos {\frac {4\pi }{9}}=0\\\cos {\frac {\pi }{9}}\cos {\frac {2\pi }{9}}\cos {\frac {4\pi }{9}}={\frac {1}{8}}\\\cos {\frac {\pi }{9}}\cos {\frac {2\pi }{9}}+\cos {\frac {\pi }{9}}\cos {\frac {4\pi }{9}}-\cos {\frac {2\pi }{9}}\cos {\frac {4\pi }{9}}={\frac {3}{4}}\end{cases}}}

La deuxième relation, qui s'écrit aussi {\displaystyle \cos(20^{\circ })\cos(40^{\circ })\cos(80^{\circ })={\frac {1}{8}}}, s'appelle la première loi de Morrie.
- {\displaystyle {\begin{cases}\sin {\frac {\pi }{9}}+\sin {\frac {2\pi }{9}}-\sin {\frac {4\pi }{9}}=0\\\sin {\frac {\pi }{9}}\sin {\frac {2\pi }{9}}\sin {\frac {4\pi }{9}}={\frac {\sqrt {3}}{8}}\\\sin {\frac {\pi }{9}}\sin {\frac {2\pi }{9}}-\sin {\frac {\pi }{9}}\sin {\frac {4\pi }{9}}-\sin {\frac {2\pi }{9}}\sin {\frac {4\pi }{9}}=-{\frac {3}{4}}\end{cases}}}

La deuxième relation, qui s'écrit aussi {\displaystyle \sin(20^{\circ })\sin(40^{\circ })\sin(80^{\circ })={\frac {\sqrt {3}}{8}}}, s'appelle la deuxième loi de Morrie.
- {\displaystyle {\begin{cases}\tan {\frac {\pi }{9}}-\tan {\frac {2\pi }{9}}+\tan {\frac {4\pi }{9}}=3{\sqrt {3}}\\\tan {\frac {\pi }{9}}\tan {\frac {2\pi }{9}}\tan {\frac {4\pi }{9}}={\sqrt {3}}\\\tan {\frac {\pi }{9}}\tan {\frac {2\pi }{9}}-\tan {\frac {\pi }{9}}\tan {\frac {4\pi }{9}}+\tan {\frac {2\pi }{9}}\tan {\frac {4\pi }{9}}=3\end{cases}}}